# Ike Weir
Isaac O'Neil Weir (Lurgan, 5 de fevereiro de 1867 - Chelsea, 5 de fevereiro de 1908) foi um pugilista irlandês, que reclamou o título de campeão mundial dos pesos-penas entre 1887 e 1890.

## Biografia
Nascido em uma família católica irlandesa, em sua adolescência, assim como tantos outros jovens de seu tempo, Weir foi mandado para  o seminário, no intuito de vir a se tornar um padre. Contudo, Weir logo descobriu sua paixão pelo boxe e, assim sendo, largou seus estudos e viajou para a Inglaterra.
Debutando aos 16 anos de idade, em 1883, Weir venceu suas primeiras lutas na cidade de Liverpool. Dois anos mais tarde, lutando em Manchester, Weir chegou até a final de um importante torneio, perdendo a última luta para George Holden.
A seguir, Weir mudou-se da Inglaterra para os Estados Unidos, chegando à Boston em princípios de 1886, quando ele fez sua estreia, em solo americano, com uma convincente vitória diante de William Snee. Porém, a despeito dessa sua boa estreia, Ike não conseguiu atrair a atenção dos promotores de luta durante os meses seguintes.
Então, já no final de 1886, Weir subiu ao ringue contra James Fuhry, um boxeador que gozava de um certo renome em Boston. Entrando como o grande azarão nesse combate, Weir surpeendeu à todos presentes no local, quando castigou Fuhry impiedosamente e, com um nocaute no 5º assalto, obteve uma imponente vitória.
Após essa sua vitória diante de Fuhry, Weir seguiu dominando as arenas de Boston, o que acabou lhe rendendo uma luta em Nova Iorque, contra um perigoso lutador das ruas de Harlem chamado Jack Farrell. Realizada no começo de 1887, a luta entre Weir e Farrel durou sete assaltos, tendo terminado com mais uma vitória de Weir por nocaute.
Weir reclamou o título mundial dos pesos-penas para si, depois de sua vitória contra Farrel, e rendendo-se às grandes exibições de Weir, os jornais da época corroboraram a reivindicação de Weir, aclamando-o como o melhor pugilista peso-pena em atividade no mundo. Dessa forma, logo muitos lutadores de renome passaram a se interessar em desafiar o exuberante Ike Weir.
Em seguida, a fama de Weir somente fez crescer pelo restante de 1887, depois que ele conseguiu se manter invicto diante de todos os seus principais desafiantes, fosse através de vitórias, como as obtidas contra Jack Williams e Willie Clark, ou fosse mediante empates, como os ocorridos frente a Jack Havlin, Johnny Murphy e Tommy Warren.
Contudo, apesar de seu grande momento na carreira, todas essas lutas difíceis, ao longo do ano de 1887, haviam custado a Weir fraturas em ambas as suas mãos, um problema que viria a custar caro a Weir no futuro.
Sem diminuir seu ritmo, em 1888, Weir obteve mais cinco vitórias, antes de se reencontrar no ringue com Jack Havlin. Novamente, como já havia ocorrido na luta prévia entre os dois, ambos os lutadores alternaram-se na liderança do combate, que mais uma vez terminou em um empate. Depois disso, Weir terminou o ano de 1888 nocauteando Tommy Danforth.
Então, no início de 1889, durante uma luta contra Frank Murphy, Weir tornou a fraturar suas duas mãos. Praticamente incapaz de golpear Murphy, a partir do 10º assalto, Weir precisou desenvolver uma tática defensiva pelo restante da luta. Para sorte de de Weir, àquela altura do combate, Murphy já se encontrava bastante castigado e, com ambos os olhos totalmente inchados, não conseguiu tomar o controle da luta. Interropmido no 80º assalto, o combate terminou sendo declarado empatado.
Ainda convalescendo de suas lesões, Weir foi impelido a aceitar um confronto contra o proeminente Torpedo Billy Murphy, sendo que um combate entre os dois então foi marcado para acontecer no final de 1889. Esse combate, porém, acabou tendo de ser adiado para o ano seguinte, depois que Weir acidentalmente disparou um tiro contra sua própria mão.
Finalmente realizada no início de 1890, esse encontro entre Weir, que já era reconhecido nos Estados Unidos como o campeão dos pesos-penas, contra o campeão neozelandês Billy Murphy, seria a luta que serviria para consolidar a soberania de Weir no restante do mundo. No entanto, o desfecho desse combate acabaria se transformando em um duro revés na carreira de Weir.
Weir, apesar de suas recorrentes lesões, conseguiu manter o domínio da luta em seus doze rounds iniciais. Porém, depois que Murphy conseguiu aplicar uma série de nocautes no 13º assalto, Weir não mais retornou para o assalto seguinte. Desta maneira, através de uma vitória por nocaute, Torpedo Billy Murphy havia se tornado o novo campeão mundial dos pesos-penas.
Posteriormente, já em 1893, Weir conseguiu obter sua revanche contra Billy Murphy, aplicando-lhe um nocaute decisivo no 6º assalto. Contundo, àquela altura, Murphy não era mais o campeão mundial dos pesos-leves. Não obstante, em sua busca de retornar ao topo, Weir decidiu encarar Young Griffo, o homem que havia retirado o título de Murphy e depois deixado-o vago em 1892.
Essa luta entre Weir e Griffo foi realizada em 1894, praticamente selou a carreira de Weir, haja vista que Griffo foi amplamente superior, tendo nocauteado Weir diversas vezes, ao longo dos três rounds disputados. Interrompida pela polícia, a luta acabou sendo declarada como um empate pelo árbitro, o que gerou uma indignação completa do público e da imprensa. Weir não contestou as críticas feitas ao resultado dessa luta e, no final de 1894, decidiu anunciar sua aposentadoria.
Posteriormente, em 1898, Weir subiu uma última vez no ringue, quando sofreu uma derrota para Mike Sears, naquela foi apenas sua terceira derrota oficial de toda sua carreira. Weir faleceu em 1908, vivendo na mais completa miséria, após anos de uma vida desregrada. Ele tinha 41 anos de idade.